# Ralf Noack (Kameramann)
Ralf Noack (* 1978 in Dresden) ist ein deutscher Kameramann und Bildgestalter.

## Leben
Ralf Noack studierte Kunstgeschichte an der Universität Dresden. Während seines Studiums der Bildgestaltung an der Filmakademie Baden-Württemberg drehte er seinen ersten internationalen Spielfilm Blood Trails. Er arbeitet seit 2002 als Kameramann für Werbung, Dokumentarfilme, Musik- und Spielfilmproduktionen. Im Jahr 2007 erhielt er ein Stipendium an der University of California in Los Angeles (Hollywood Masterclass). Für die Bühnenadaption von Kasimir & Karoline von Ödön von Horváth wurde er 2012 für den Deutschen Kamerapreis nominiert. Für die 2015 erschienene Romanadaption Der Metzger, erhielt er zahlreiche Nominierungen und gewann den Deutschen Kamerapreis. In den Jahren 2021/22 drehte er zwei Kinofilme und die Netflix-Produktion Old People.

## Filmografie (Auswahl)
- 2004: Seit ich zuerst sie sah (Dokumentarfilm)
- 2006: Blood Trails (Spielfilm)
- 2011:	Kasimir und Karoline (Spielfilm)
- 2012:	Begrabt mein Herz in Dresden (Dokumentarfilm)
- ab 2013: Tatort (Fernsehreihe)
  - 2023: Scheinwelten (Köln)
  - 2013: Eine andere Welt (Dortmund)
  - 2016: Der treue Roy (Weimar)
- 2013: Max Beckmann (Dokumentarfilm)
- 2013: Helmut Schmidt – Lebensfragen (Fernsehfilm)
- 2015: Der Metzger (Fernsehreihe)
  - 2015: Der Metzger und der Tote im Haifischbecken
  - 2015: Der Metzger muss nachsitzen
- 2015: Desaster (Kinofilm)
- 2015: Solness (Kinofilm)
- 2018: Raus (Kinofilm)
- 2019: Totengebet (Fernsehfilm)
- 2020: Neben der Spur – Erlöse mich (Fernsehreihe)
- 2021: Tod von Freunden (Miniserie)
- ab 2021: Helen Dorn (Fernsehreihe)
  - 2021: Die letzte Rettung
  - 2022: Das rote Tuch
- 2021: Die Wespe (Fernsehserie)
- 2022: Old People (Spielfilm)
- 2022: Honecker und der Pastor (Spielfilm)
- 2022: Muxmäuschenstill X (Kinofilm)
- 2023: Einfach Nina (Fernsehfilm)
- 2023: Der Barcelona-Krimi (Fernsehreihe)
  - 2023: Totschweigen
  - 2023: Absturz

## Ehrungen und Auszeichnungen
- 2015 Deutscher Kamerapreis in der Kategorie Fernsehfilm/Dokudrama für Der Metzger muss nachsitzen.[1]